# 技术恐惧
技术恐惧（Technophobia）是指对先进技术或复杂设备，尤其是电脑的恐惧或厌恶。他們对技术恐惧尽管存在大量解释，他们似乎变得更加复杂，就向技术不断发展一样。该术语通常被用于非理性的恐惧，但他們其他人却争辩说他們的担忧是有道理的。這種恐懼一般与电脑恐惧相关，而与技术狂热相反。拉里·罗森博士是一位心理学家、计算机教育工作者和，加州州立大学教授，他建议把技术恐惧者分为三类——“不安用户”、“认知电脑恐惧者”和“焦虑电脑恐惧者”。第一次受到广泛注意是在第一次工业革命期间，当时已经发现技术恐惧在影响全世界各种社会和团体。这导致某些群体作出反对某些现代技术发展的姿态，以维护他们的意识形态。在某些情况下，新技术与已有的信仰相冲突，比如朴素的个人价值和温和的生活方式。在多种形式的艺术中都能找到技术恐惧者的例子，范围从文学作品如《科学怪人》到电影如《大都会》。许多这样的作品描绘了技术的黑暗面，就象技术恐惧者的感知。由于技术变得越来越复杂和难以理解，人们更可能对他们使用的现代技术感到焦虑。

## 流行率
《人类行为中的计算机》杂志发表了一项研究，它在各个国家调查了1992到1994年间的大学新生。在3,392名学生中，回答为深度技术恐惧的占总人数的29%。相比之下，日本的深度技术恐惧者达58%，印度更高达82%，而墨西哥则为53%。
2000年发布的一份报告指出，大约单位中85～90%的新员工可能会不适应新技术，在某种程度上存在技术恐惧。

## 历史
伴随第一次工业革命的曙光，一场运动让社会开始注意到技术恐惧现象。随着新机器的开发，原先需要熟练的技术工匠才能完成的工作，也能由不熟练的、工资低廉的男人、女人，甚至孩子来完成。而原先在这个行业工作的人开始担心他们的生计。1675年，一群纺织工人摧毁了取代他们工作的机器。到1727年，破坏已经变得非常普遍，英格兰议会作出判决——捣毁机器的行为是重大的犯罪。但是这个判决并没有阻止暴力的浪潮。1811年3月，一群反技术的工人，以卢德的名义联合起来，组成了卢德运动。他们拆除编织机的关键零件，袭击仓库，并要求贸易权，同时以更大的暴力相威胁。歉收和粮食骚乱导致不安和焦虑的人群激增，也为他们的事业带来更多的支持者。
19世纪也是现代科学的开端，涌现了一大批科学家，如路易·巴斯德、查尔斯·达尔文、孟德尔、迈克尔·法拉第、亨利·贝可勒尔和玛丽·居里，以及一批发明家，如尼古拉·特斯拉、爱迪生和亚历山大·格拉汉姆·贝尔。世界正在迅速变化，快到令许多人恐惧，他们担心这些变化会取代他们，并且渴望一个更简单的时代。浪漫主义列举了这些感受。浪漫主义者往往更相信想象力而非原因，更相信“有机的”而非机械的，他们渴望更简单、更牧歌的时代。象威廉·华兹华斯和威廉·布莱克这些诗人相信，成为工业革命一部分的技术变革，正在污染他们所珍视的完美和纯洁的自然观。
第二次世界大战之后，伴随着广岛和长崎的轰炸，对技术的恐惧持续增长。随着核扩散和冷战，人们开始怀疑，当人类有能力毁灭世界的时候，世界将变成什么。企业创造的战争技术，例如在越战中使用的凝固汽油弹、炸药和毒气，渐渐地破坏公众对于技术的价值和目的的信心。在战后时代，环保主义开始作为一项运动而兴起。1955年举行了第一次国际空气污染大会，在1960年代对汽油含铅量的调查点燃了环保主义者的愤怒。在1980年代，臭氧层的破坏和全球变暖的威胁开始变得更加严重。

## 卢德运动
一些社会群体会被认为是技术恐惧的，最知名的是卢德运动。许多技术恐惧团体反对现代技术，因为他们相信，这些技术正在威胁他们的生活方式和生计。卢德运动19世纪英国技术工人的是一个社会运动，这些工人被组织起来反对纺织业的技术进步。这些技术进步用相对不熟练的机器操作人员取代了许多纺织业的技术工人。19世纪英国的卢德分子拒绝新技术，因为新技术影响了他们已经建立起来的职业结构，或工作本身的一般性质。
如果一项被接受的新技术有助于工作过程而有没有造成重大变化，则其并不会有什么阻力。英国卢德运动抗议的是机器的应用，而不是发明机器本身。他们认为，他们的劳动是经济的重要组成部分，并认为他们用来完成工作的娴熟技能是一种财富，需要被保护，以免被自动化机器所毁灭。

## 旧秩序再洗礼派
另一个被某些人认为是技术恐惧人群的是阿米什人。许多技术恐惧团体采取反对技术的社会立场，而阿米什人不愿意使用技术则是由于其宗教信仰，并且担心它会削弱他们团体作为一个整体和特别家庭的结构。奥尔德农中概述了阿米什人遵循一套准则，他们拒绝为个人使用某种技术形式。唐纳德·克雷比尔、卡伦·M·约翰逊-韦纳（Karen M. Johnson-Weiner）和史蒂文·诺尔特在其书《阿米什人》中说道：
|  | More significantly the Amish modify and adapt technology in creative ways to fit their cultural values and social goals. Amish technologies are divers, complicated and ever-changing. |

其它的旧秩序再洗礼派也是这样，像旧秩序门诺派、保守的俄罗斯门诺派、旧秩序德国浸礼会兄弟和旧兄弟德国浸礼会。

## 艺术作品中的技术恐惧
在小说和流行文化中，关于技术恐惧的一个早期例子是玛丽·雪莱的《科学怪人》。从那时起，技术恐惧都被认为是科幻，例如弗里茨·朗的电影《大都会》，其中提供了一个例子来说明怎样会产生技术恐惧；还有查理·卓别林的《摩登時代》，在影片中，工人被极力减少，只剩下一种类似装配线的新工业技术产品的机器里的齿轮。持续到五十年代，由于对核武器和辐射的恐惧，出现了巨型昆虫的怪兽电影，以及警示故事如《地球停转之日》。到了六十年代，则出现了绿巨人。后来又增加了对超级智能机器的恐惧和反抗，这也是《星际迷航》中反复出现的主题，从最初的系列到《星际旅行：下一代》，再到九十年代的《星际旅行：航海家号》。

### 早期
1960年的电视剧《阴阳魔界》有一集叫做《一件关于机器的事》，其中提到了一个人仇恨现代事物，如电动剃刀、电视机、电动打字机和钟表。
同样在1960年代，电影《最后一个人》（改编自李察·麦森的小说《我是传奇》）呈现了一个因细菌战而伤痕累累的世界，仅剩极少数人类和一个突变体组织依然存活。查尔顿·赫斯顿的角色是一个科学家，他成为了突变体的目标。因为突变体基于技术恐惧的信仰，他们想要摧毁所有的科学和机器。技术恐惧也是小沃尔特·M·米勒的小说《莱博维兹的赞歌》的主题，在小说中核战争企图消灭科学本身。
在1970年代，《巨人：福尔班工程》和《恶魔种子》也是两个通过计算机统治的例子。同样在1970年代，里奇·巴克勒创建了死亡战士，一个被狂人复活的赛博格，一个作为奴隶的杀人机器，一个黑暗扭曲的《科学怪人》。1973年，《西部世界》展现了一个娱乐世界，其中的人形机器人出现故障而背叛人类。
1980年代，技术恐惧相关的电影《终结者》取得了巨大的商业成功。片中计算机产生了自觉意识，并决定杀死所有人类。《银翼杀手》向我们展示了生活在地球上的复制人，由于技术故障，他们并不满足于人类为他们设定的限制，即要求他们被“修改”。《星际旅行：航海家号》讲述了另一种扭曲，当“过剩的”紧急医疗全息程序——一种复杂的专家系统，几乎与人没有区别——实际上正在被降低为奴隶身份，而其它类似的系统已变成有情感的猎物。

### 近期
后来又出现了一些电影，像《我，机器人》、《黑客帝国系列》、《WALL-E》和《终结者》续集。一些电视剧，如《神秘博士》——尤其是在《机器人之死》一集中——也涉及了技术恐惧问题。在《机器人之死》中，一个角色展示了对机器人的巨大恐惧，其原因是机器人缺乏肢体语言。第四医生描述了这一现象，并将其作为“恐怖谷理论”的表现。该系列的顾问基特·佩德勒也将这种恐惧作为经典《神秘博士》怪物赛博人灵感的基础。这种产物的灵感来自于他自己的恐惧——假肢正变得越来越普遍，以至于将很难说清什么时候一个人已经不再是人，而变成了一台机器。《时空悍将》讲述了一个虚拟连环杀手设法逃脱到现实世界。他持续地暴怒，直到他不可避免地被阻止。这是一部真正的技术恐惧电影，其主要情节是关于技术错误的。它讲述了一个明目张胆地消灭人类的杀手。
在《沙丘》系列的巴特勒瑞安圣战中，人类的敌人是一种恶意的人工智能，其首领欧姆尼斯明确的愿望就是消灭人类种族。
在皮克斯的电影《WALL-E》中，当机器人能够为人类做任何事情的时候，人类则已“进化”为肥胖、温顺和懒惰的人类，并一直生活在接近恍惚的状态。
《阿凡达》是一部经典电影，其中的人类掌握的技术使他们更为强大，并将技术的恐怖灌输给当地人。它强化的概念是，潘多拉的外星物种既害怕技术，也厌恶技术；技术的潜在力量可能会破坏他们特有的生存方式。相反，电影本身使用了先进技术，如3D，以给予观众身临其境的错觉，将他们引入一个文明与技术恐惧的斗争。
戈弗雷·雷焦的Qatsi三部曲，也涉及严重的技术恐惧问题。这个保持“思想者”和“工作者”的想法向我们展示，即使是接受了技术的人，也会在某些方面恐惧它的潜力。
在电脑游戏《翼指挥官：私掠船》中，有个叫做倒退的狂热准宗教团体，他们希望推翻所有形式的技术，即使他们自己也不得不使用技术来达到他们的目的。他们在后续游戏《正义之火》中扮演了核心角色，其中一个新的神秘领导人带领这一团体，试图消灭所有非本教信徒。